# 통신이론
통신 이론(telecommunication  theory)은 통신을 효율적 하는 방법에 관한 이론이다. 정보를 오류없이 전송하는 것이 목적이다.
크게 아날로그 방식과 디지털 방식으로 나뉜다.
대표적으로 사용되는 아날로그 방식의 통신 방식은 진폭 변조(AM)와 주파수 변조(FM)가 있다.
- 아날로그 통신
- 디지털 통신